# Convento dell'Ordine di Cristo
Il convento dell'Ordine di Cristo (portoghese: convento de Cristo), o più semplicemente convento di Cristo a Tomar, in Portogallo, fu originariamente una fortezza appartenente ai cavalieri templari costruita nel XII secolo. In seguito alla dissoluzione dell'Ordine dei templari, avvenuta nel XIV secolo, il ramo portoghese dell'ordine si trasformò nell'Ordine del Cristo che finanziò le grandi scoperte del quindicesimo secolo.
Il convento è uno dei monumenti storici ed artistici più importanti del Portogallo, e fa parte dei patrimoni dell'umanità dell'UNESCO dal 1983.

## Storia

### Roccaforte templare

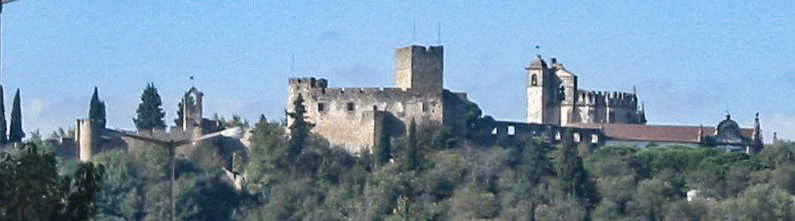
Panorama: castello di Tomar con il convento di Cristo al suo interno.

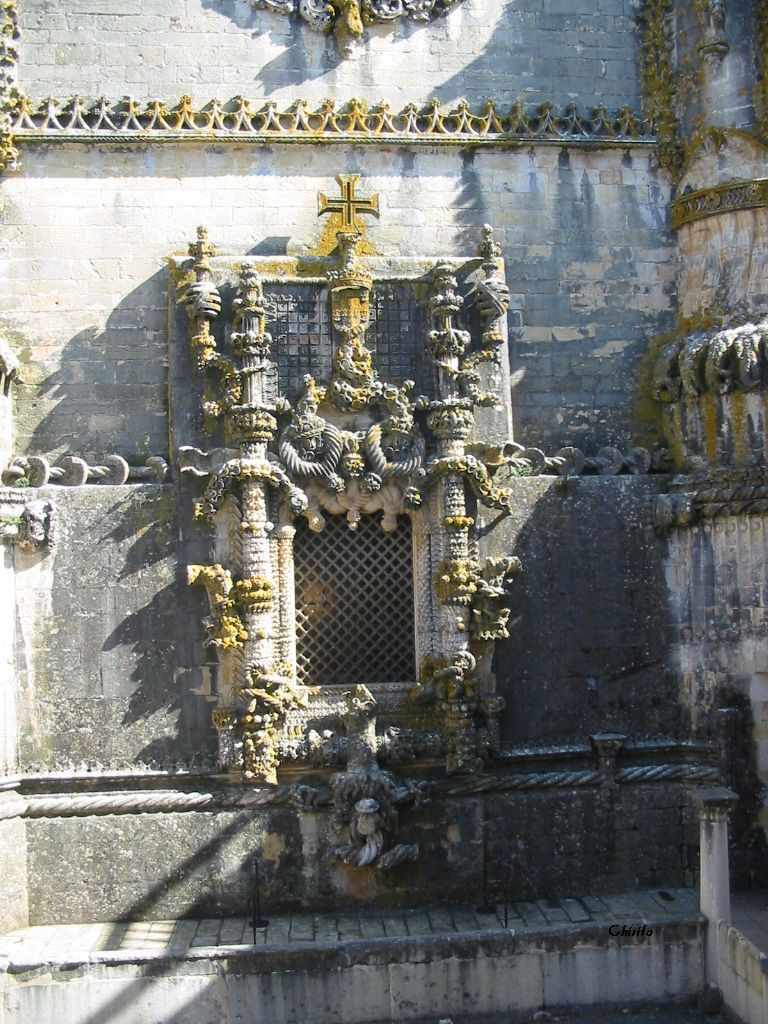
Finestra manuelina della casa capitolare (circa 1510)

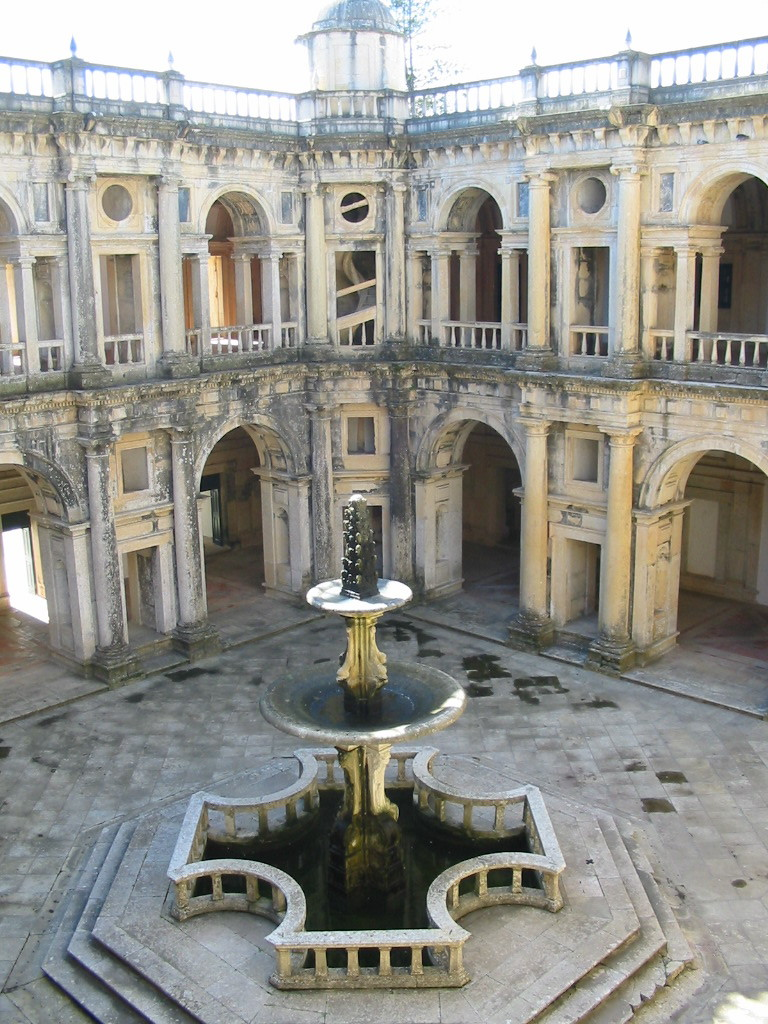
Chiostro rinascimentale di Giovanni III

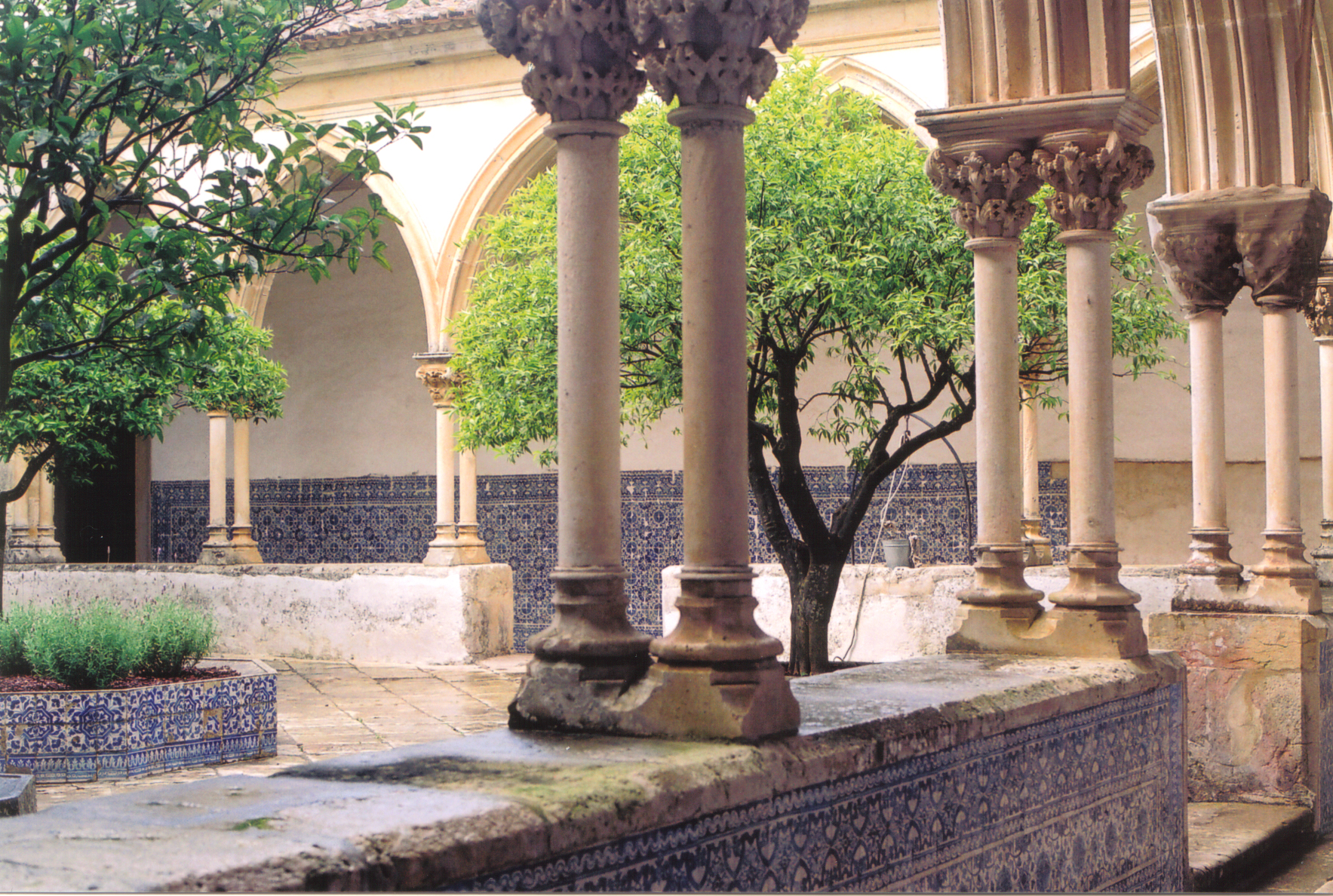
Chiostro gotico del cimitero (prima metà del quindicesimo secolo)

Pianta del convento. La chiesa rotonda dei Templari (dodicesimo secolo) è mostrata in rosso, mentre la navata manuelina (sedicesimo secolo) è in blu

Nel 1118 due cavalieri francesi, Hugues de Payns e Geoffrey de Saint Omer, ottennero dal re cristiano di Gerusalemme Baldovino II il benestare per fondare un'istituzione religiosa che avesse come scopo la cura della moltitudine di pellegrini che affluivano ogni anno in Terra santa per pregare davanti al Santo Sepolcro.
Dieci anni dopo la confraternita venne legalizzata dal Papa con la Bolla pontificia Omne datum optimum. Nel frattempo l'Ordine del Tempio era già di fatto divenuto un'importante congregazione di "monaci-cavalieri". La decisione papale, che comportava un'infinità di benefici ed esenzioni, era inoltre un'eccezionale lettera di presentazione per monarchi e governanti europei: gli appartenenti all'Ordine, denominati templari, conobbero una vertiginosa ascesa e diventarono, grazie anche a una grande disponibilità finanziaria, una presenza chiave nella politica europea del Medioevo.
Il castello dei templari di Tomar venne costruito da Gualdim Pais, capo provinciale dell'Ordine dei templari, attorno al 1160. Alla fine dello stesso secolo il castello venne scelto come quartier generale dell'Ordine in Portogallo. Il castello di Tomar fece parte del sistema difensivo creato dai templari per difendere i confini del neonato regno cristiano dall'aggressione dei Mori, che in quel periodo (metà del dodicesimo secolo) arrivava approssimativamente al fiume Tago.
La famosa chiesa rotonda (rotunda) del castello venne eretta nella seconda metà del dodicesimo secolo. La chiesa, come altri edifici religiosi templari in tutta Europa, seguiva il progetto della Cupola della Roccia a Gerusalemme, che i crociati ritenevano erroneamente il tempio di Salomone. Anche la Basilica del Santo Sepolcro, anch'essa a Gerusalemme, venne usata come modello.
Secondo gli storici cristiani il castello di Tomar resistette nel 1190 agli attacchi del califfo Abu Yusuf Ya'qub al-Mansur, che aveva già conquistato le fortezze del sud, grazie alla tenacia dei difensori guidati dal templare Gualdim Pais. Una targa nei pressi dell'entrata ricorda questi eventi.

### Sede dell'Ordine del Cristo
L'ordine dei templari venne soppresso in quasi tutta l'Europa nel 1311-1312 per volere di papa Clemente V, istigato da Filippo il Bello, ma in Portogallo i suoi adepti, i beni, ed in parte la vocazione, vennero trasmessi al nuovo Ordine del Cristo, creato nel 1319 da Dionigi I. L'Ordine di Cristo si spostò a Tomar nel 1357.
Uno dei più importanti gran maestri dell'Ordine fu Enrico il Navigatore, che lo guidò dal 1417 fino alla morte, avvenuta nel 1460. Il principe Enrico diede enorme impulso alle spedizioni pionieristiche portoghesi durante l'era delle grandi scoperte. Nel convento il principe Enrico ordinò la costruzione di vari chiostri ed altri edifici. Sponsorizzò anche miglioramenti urbanistici nella stessa città di Tomar.
Un'altra persona famosa legata all'Ordine del Cristo fu Manuele I, che divenne maestro dell'Ordine nel 1484 e re del Portogallo nel 1492. Sotto il suo regno vi furono numerosi miglioramenti al convento, soprattutto l'aggiunta di una nuova navata alla chiesa circolare e le decorazioni effettuate con pitture e sculture.
Il successore di Manuele I, Giovanni III, demilitarizzò l'ordine, trasformandolo in un ordine religioso con una regola basata sugli insegnamenti di Bernardo di Chiaravalle. Ordinò anche la costruzione di un nuovo chiostro nel 1557, uno dei migliori esempi di architettura del Rinascimento in Portogallo.
Nel 1581, dopo la crisi di successione portoghese, la nobiltà portoghese si radunò nel convento e riconobbe ufficialmente Filippo II di Spagna (Filippo I del Portogallo) come re. Fu l'inizio dell'Unione Iberica (1581-1640), durante la quale il Regno del Portogallo e di Spagna furono uniti. L'acquedotto del convento venne costruito durante il regno spagnolo.

## Arte ed architettura
Il castello ed il convento di Cristo mostrano esempi di stile romanico, gotico, manuelino e rinascimentale.

### Castello e mura
Il castello di Tomar venne costruito attorno al 1160 in un punto strategico, sopra una collina e vicino al fiume Nabão. Possiede delle mura difensive esterne ed una cittadella (alcáçova) con una torre principale all'interno. L'uso della torre centrale, eretta a scopo residenziale e difensivo, venne introdotto in Portogallo dai Templari, e quella di Tomar è tra le più vecchie dello stato. Un'altra novità introdotta dai templari sono le torri rotonde che dominano le mura esterne, più resistenti agli attacchi di quelle quadrate. Quando venne fondata la città molti residenti vivevano in case situate all'interno delle mura difensive.

### Chiesa rotonda
La chiesa rotonda romanica del castello (charola, rotunda) venne costruita nella seconda metà del dodicesimo secolo dai templari. La chiesa ha una struttura poligonale a sedici lati all'esterno, con contrafforti, finestre rotonde ed un campanile. All'interno ha una struttura ottagonale connessa alla galleria (deambulatorio) tramite archi. In generale la forma ricorda quella della Cupola della Roccia e della Basilica del Santo Sepolcro di [Gerusalemme].
I capitelli delle colonne sono in stile romanico (fine del dodicesimo secolo) e mostrano motivi animali e vegetali, oltre alla scena di San Daniele tra i leoni. Lo stile dei capitelli mostra influenze degli artisti che lavorarono alla Cattedrale vecchia di Coimbra, contemporanea alla chiesa rotonda.
Gli interni sono finemente decorati con sculture e dipinti gotici/manuelini, aggiunti durante un restauro promosso da Manuele I a partire dal 1499. I pilastri dell'ottagono centrale e delle mura del deambulatorio hanno statue policrome dei santi e degli angeli sotto un baldacchino fastoso, mentre muri e soffitto del deambulatorio mostrano dipinti gotici raffiguranti la vita di Cristo. I dipinti sono attribuiti al lavoro del pittore di corte di Manuele I, il portoghese Jorge Afonso, mentre le sculture sono dell'artista fiammingo Olivier de Gand e dello spagnolo Hernán Muñoz. Un mosaico raffigurante il martirio di San Sebastiano, del pittore portoghese Gregório Lopes, venne creato per la chiesa rotonda ed attualmente è esposto presso il Museu Nacional de Arte Antiga di Lisbona.

### Navata manuelina della chiesa
Durante la guida di Enrico il Navigatore (prima metà del quindicesimo secolo) venne aggiunta una navata gotica alla chiesa rotonda del convento, trasformando quindi la vecchia chiesa rotonda nell'abside di quella nuova. Dal 1510 Manuele I ordinò la ricostruzione della navata in stile manuelino. Gli architetti coinvolti furono il portoghese Diogo de Arruda e lo spagnolo João de Castilho.
Vista dall'esterno la navata rettangolare appare ricoperta da abbondanti motivi manuelini, tra cui alcuni gargoyl, guglie gotiche, statue e "corde" che ricordano quelle usate sulle navi durante l'era delle grandi scoperte, oltre ad una croce dell'Ordine di Cristo ed allo stemma di Manuele I, la sfera armillare. La finestra della casa capitolare (Janela do Capítulo), un'enorme finestra visibile dal chiostro di Santa Barbara sulla facciata occidentale della navata, contiene numerosi motivi manuelini: il simbolo dell'Ordine di Cristo e di Manuele I, oltre a corde coralli e motivi vegetali. Una figura umana nella parte inferiore della finestra rappresenta probabilmente il progettista, Diogo de Arruda. Questa finestra rappresenta uno dei lavori migliori del convento tra quelli in stile manuelino. Sopra si trova una piccola finestra circolare ed una balaustra. La facciata è divisa da due corde annodate. I contrafforti ad angoli arrotondati sono decorati con giarrettiere giganti che alludono all'investitura di Manuele I avvenuta dall'Ordine della Giarrettiera per mano di Enrico VII d'Inghilterra.
L'entrata della chiesa è costituita da una magnificente porta laterale, decorata anch'essa con motivi manuelini e da statue della Vergina Maria con il bambino, e dei profeti del vecchio testamento. Questo portone venne progettato da João de Castilho attorno al 1530.
All'interno la navata manuelina è unita alla chiesa rotonda romanica attraverso un grande arco. La navata è coperta da un apprezzabile volta a coste ed ha un coro sfortunatamente distrutto dall'invasione delle truppe Napoleoniche all'inizio del diciannovesimo secolo. Sotto il coro si trova una stanza usata come sagrestia. La finestra è la famosa finestra della casa capitolare, già citata.

### Chiostri

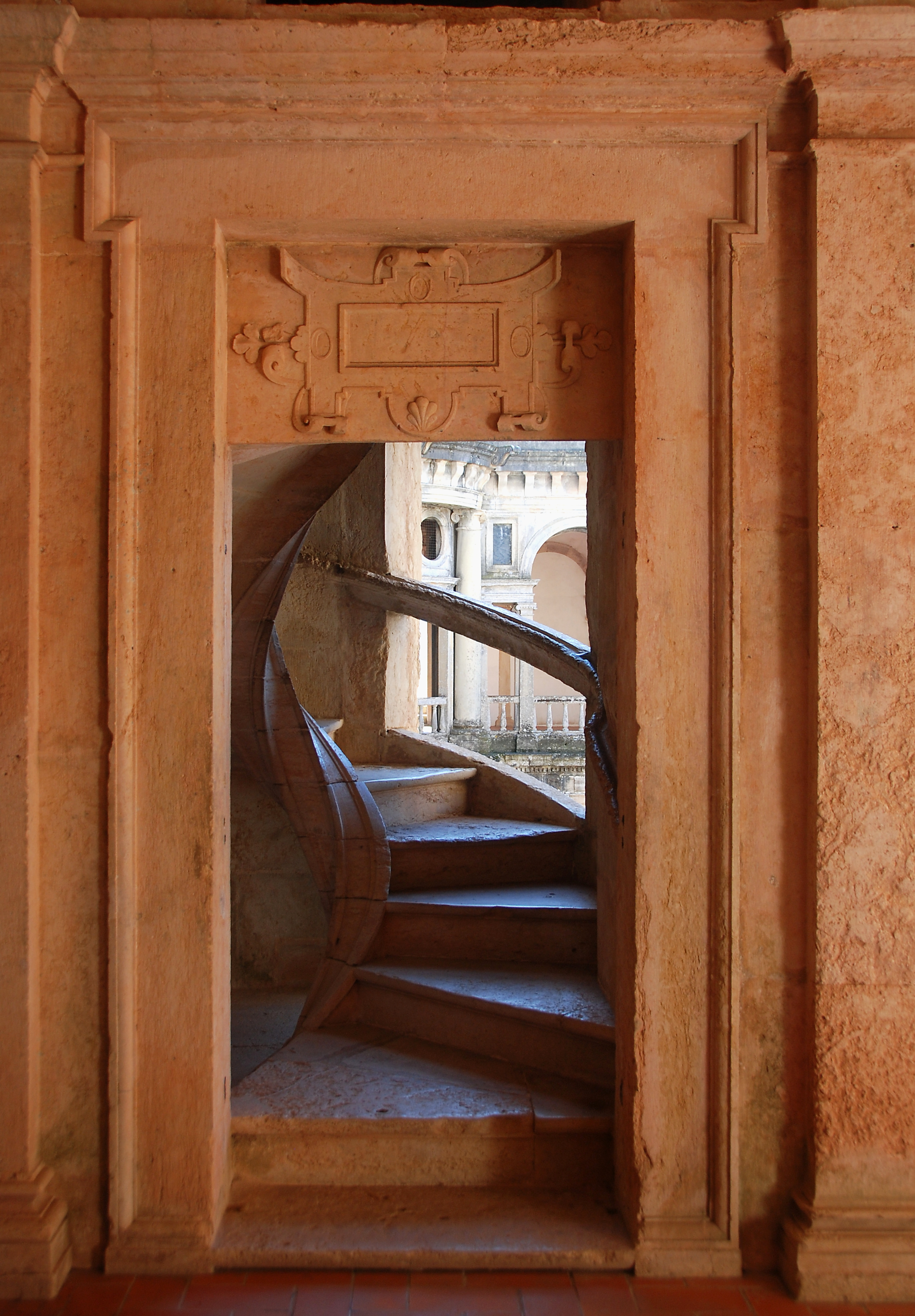
Scala a chiocciola nel chiostro di Giovanni III.

Il convento di Cristo ha un totale di otto chiostri, costruiti nel quindicesimo e sedicesimo secolo. Alcuni esempi:
- Claustro da Lavagem (Chiostro della Lavanderia): chiostro gotico a due piani costruito attorno al 1433 da Enrico il Navigatore. Gli indumenti dei monaci venivano lavati in questo chiostro, da qui il nome.
- Claustro do Cemitério (Chiostro del Cimitero): anche questo costruito da Enrico il Navigatore, è in stile gotico ed è il luogo di sepoltura di templari e monaci dell'Ordine. L'elegante doppia colonna di archi ha ottimi capitelli con motivi vegetali, e le mura del deambulatorio sono decorate con azulejos del sedicesimo secolo. In una tomba (circa 1523) riposa Diogo da Gama, fratello del navigatore Vasco da Gama.
- Claustro de Santa Bárbara (Chiostro di Santa Barbara): costruito nel sedicesimo secolo. La finestra della casa capitolare e la facciata occidentale della navata manuelina sono ben visibili da questo chiostro.
- Claustro de D. João III (Chiostro di Giovanni III): iniziato sotto Giovanni III, venne terminato durante il regno di Filippo I del Portogallo (anche re di Spagna sotto il nome di Filippo II). Il primo architetto fu lo spagnolo Diogo de Torralva, che iniziò nel 1557 i lavori che sarebbero stati portati a termine dall'italiano Filippo Terzi. Questo splendido chiostro a due piani collega il dormitorio alla chiesa, ed è considerato uno dei principali esempi di Manierismo in Portogallo. I due piani sono collegati da quattro scale elicoidali situate nei quattro angoli.